# 후루사토촌 (도치기현)
후루사토촌(古里村)은 도치기현의 중부, 가와치군에 속했던 촌이다.

## 역사
- 1889년 4월 1일 - 정촌제 시행에 의해 가와치군 후루사토촌이 성립하였다.
- 1955년 4월 1일 - 다와라촌과 합병해 가와치촌이 성립하였다.
- 1994년 7월 1일 - 가와치촌이 정으로 승격해 가와치정이 되었다.
- 2007년 3월 31일 - 가와치정이 가미카와치정과 함께 우쓰노미야시에 편입되었다.

## 교통

### 철도
- 일본국유철도 (현 동일본 여객철도)
  - 도호쿠 본선 (우쓰노미야선)

## 참고문헌
- 塙静夫『うつのみやの地名と歴史散歩』下野新聞社、2015年9月11日、263頁。ISBN 978-4-88286-594-0。
- 『栃木県町村合併誌 第四巻』 栃木県、1957年3月。